# القوات المسلحة الصومالية
الجيش الصومالي أو القوات المسلحة الصومالية هي المؤسسة العسكرية النظامية في الصومال. تم تسريح القوات المسلحة الصومالية في أعقاب اندلاع الحرب الأهلية مما جعل البلاد بدون جيش نظامي بالمعنى المتعارف عليه حتى الآن، إلا أن الحكومة الفيدرالية الانتقالية قد بدأت في إعادة بناء قواتها المسلحة والتي وصل عددها الآن إلى 10,000 فرد. وتقع قيادة القوات المسلحة تحت سيطرة وزارة الدفاع الصومالية. كما تتبنى وزارة الدفاع إعادة بناء القوات البحرية والتي تضم حاليا 500 فرد من عناصر مشاة البحرية والذين يتلقون تدريبهم حاليا في مقديشيو ويمثلون النواة الأولى لقوة من المقدر أن يصل عددها إلى 5,000 فرد، كما تم وضع الخطط اللازمة لإعادة بناء القوات الجوية وذلك من خلال شراء مقاتلتين جديدتين. علاوة على ذلك تم إنشاء قوات جديدة للشرطة حيث تم افتتاح أول أكاديمية للشرطة في العشرين من ديسمبر لعام 2005 في بلدة أرمو على بعد 100 كم جنوب بوساسو.
ويبلغ الإنفاق العسكري حوالي 0.9% من إجمالي الدخل القومي، وفقا لإحصائيات من عام 2005، مما يجعلها في المرتبة الثالثة والأربعين بعد المائة في مصاف دول العالم من حيث الإنفاق العسكري.